# 湖南工業大学
湖南工業大学（こなんこうぎょうだいがく、英語: Hunan University of Technology）は、中国湖南省株洲市天元区に本部を置く中国の公立大学。1979年創立、1979年大学設置。
2014年時点では、学校の面積は3388畝、建築面積は113.33万平方メートル、生徒数約30,664人、本科生28,345人、碩士研究生1,805人、博士研究生31人、教職員2,370人。

## 略歴
- 湖南工業大学の起源は、1979年4月に湖南省人民政府が設立された株洲基礎大学。1985年、「株洲大学」と改称。1989年、名称を株洲工学院に変更。2004年9月、湖南省財会学校を吸収合併する。

- 1960年1月、株洲有色金属工業学校設立。1971年6月、「株洲粉末冶金学校」と改称。1978年、「株洲冶金工業学校」と改称。1998年3月、名称を株洲職業技術学院に変更。2002年、「湖南冶金職業技術学院」と改称。

- 1972年、株洲市教師輔導站創立。1978年、「株洲市教師進修学校」と改称。1990年、「株洲教育学院」と改称。1999年、名称を株洲師範高等専科学校に変更。

- 2006年、株洲工学院・湖南冶金職業技術学院・株洲師範高等専科学校が合併し「湖南工業大学」設立。

## 基礎データ
- 所在地
  - 湖南省株洲市天元区

- 校訓
  - 「厚徳博学、和而不同」

## 組織
「学院」も「系」も日本の大学の学部にほぼ相当する。「学部」は「学院」と「系」の上の編成で、実体はなく、日本の「学部」とは位置付けが異なっている。妙訳がないのでそのまま記す。
- 包装設計芸術学院
- 国際学院
- 包装・材料工程学院
- 理学院
- 商学院
- 外国語学院
- 財経学院
- 法学院
- 冶金工程学院
- 文学・新聞伝播学院
- コンピューター・通信学院
- 体育学院
- 電気・信息工程学院
- 土木工程学院
- 機械工程学院
- 建築・城郷規画学院
- 音楽学院
- 思想政治理論課程教学科研部
- 科技学院
- 東莞包装学院

## 附属機関

### 附属図書館
湖南工業大学図書館、蔵書数は全館合計で約260余万冊

## 大学の人物一覧

### 教授
- 学長：譚益民
- 党委書記：唐未兵

### 卒業生
- 劉鎮武：中国人民解放軍上将
- 周伯華：元湖南省省長
- 羅双全：永州市人民政府副市長
- 鄺鄒飛：湘西トゥチャ族ミャオ族自治州常委
- 張昌凡：湖南工業大学副学長
- 龔学余：南華大学副学長
- 姚枝仲：中国社会科学院研究員
- 徐銘：中国美術家協会会員
- 洪濤：監督
- 李晟：俳優
- 盧正雨：監督
- 張強：設計師

## 対外関係
2014現在、全部で5余国6大学・機関と交流協定を結んでいる。
- アメリカ合衆国
  - ミシガン州立大学
- ドイツ
  - ポリテクニック
- フランス
  - fr:Université de Reims Champagne-Ardenne
- 韓国
  - 延世大学校
- 香港
  - 香港城市大学
  - 香港理工大学